# Ильменский 2-й
Ильменский 2-й — хутор в составе городского округа город Михайловка Волгоградской области.

## География
Хутор расположен в северо-восточной части Михайловского района, невдалеке от автомобильной дороги № 18 ОП РЗ 18К-10-7 "Михайловка—Даниловка—Котово", на северном берегу озера Ильмень, в пойме реки Медведицы (в 2 км от основного русла реки). Высота центра населённого пункта около 90 метров над уровнем моря. 
Расстояние по автодороге до административного центра  — Михайловки — 31,2 км, до областного центра города Волгограда — 222 км, до Даниловки 50 км.
В окрестностях хутора — частично закреплённые пески,  песчаные бугры высотой 2-7 метров. Почвы — чернозёмы южные и пойменные нейтральные и слабокислые.
Часовой пояс
Ильменский 2-й, как и вся Волгоградская область, находится в часовой зоне МСК (московское время). Смещение применяемого времени относительно UTC составляет +3:00.

## Население
Динамика численности населения по годам:
| 1859 | 1873 | 1897 | 1915 | 1987 | 2002 |
| ---- | ---- | ---- | ---- | ---- | ---- |
| 108  | 280  | 409  | 422  | ≈250 | 268  |

## История
Основан казачий хутор Ильменский предположительно, в середине XVIII в.,  назван по близлежащему  озеру Ильмень. Казачье поселение было приписано к Етеревскому юрту Усть-Медведицкого округа Земли Войска Донского (ОВД).
По данным Центрального статистического комитета МВД, в Списке населённых мест Войска Донского на 1859 год, опубликованном в 1864 г., под № 1786 значится — Ильменский,  хутор казачий, при озере "Ильмене Богатом" (так в документе); расстояние в верстах до окружного управления 108; число дворов 29; жителей: муж. пола 50, жен. пола 58.
По сведениям Переписи населения 1897 года численность жителей: муж. пола 208 чел., жен. пола 201 чел., из них грамотных: мужчин — 80, женщин — 6.
В официальном издании 1915 года  — "Алфавитном списке населённых мест Области Войска Донского ",  под № 1613 значится Ильменский, хутор  Етеревской станицы,  при оз. Ильмень;  число дворов 77; число десятин земельного довольствия 1382; число жит. муж. пола 239, жен. пола 183; расстояние в верстах:  Новочеркасск  –  305,  Усть-Медведицкая  –  50, –  Етеревская  –  4,  земская почтовая  станция  – 4, –  железнодорожная  станция Себряково  – 23.
В 1928 году хутор Ильменский 2-й в состав Михайловского района Хопёрского округа (упразднён в 1930 году) Нижне-Волжского края (с 1934 года — Сталинградский край). Хутор являлся центром 2-го Ильменского сельсовета. В 1954 году Етеревский и Ильменский II сельсоветы были объединены в один Етеревский сельский Совет, центр станица Етеревская.
В 2012 году хутор включён в состав городского округа город Михайловка.